# Natthawut Srichan
Natthawut Srichan (thailändisch ณัฐวุฒิ ศรีจันทร์; * 2. März 2006 in Samut Prakan), auch als San bekannt, ist ein thailändischer Fußballspieler.

## Karriere
Natthawut Srichan erlernte das Fußballspielen in Chonburi in der Jugendmannschaft des Erstligisten Chonburi FC. Seinen ersten Vertrag unterschrieb er im Januar 2024 beim Zweitligisten Customs United FC. Sein Zweitligadebüt für den Verein aus Samut Prakan gab Natthawut Srichan am 4. Februar (22. Spieltag) im Heimspiel gegen den Lampang FC. Bei dem 3:3-Unentschieden wurde er in der 82. Minute für Phanuwat Jinta eingewechselt. Am Ende der Saison 2023/24 belegte er mit dem Klub den vorletzten Tabellenplatz und musste somit in die dritte Liga absteigen. Nach dem Abstieg wurde sein Vertrag nicht verlängert. Im August 2024 unterschrieb er einen Vertrag beim Drittligisten Samut Prakan FC. Mit dem Klub spielt er in der Eastern Region der Liga.